# План за тату
План за тату (енгл. The Game Plan) америчка је породична комедија из 2007. године. Режију потписује Енди Фикман, по сценарију Никол Милард и Кетрин Прајс. Главну улогу тумачи Двејн Џонсон, а споредне Медисон Петис и Кира Сеџвик. Прати професионалног квотербека који сазнаје да има осмогодишњу ћерку из претходне везе.
Последњи је филм који је приказао Buena Vista Pictures Distribution, након чега је Disney престао да користи робну марку Buena Vista. Такође је последњи филм у ком је Џонсон потписан по свом имену из ринга — „Рок”. Приказан је 28. септембра 2007. године, а зарадио је више од 146 милиона долара широм света.

## Радња
Квотербек Џо Кингман је познат као један од најопаснијих играча америчког фудбала. Он има невероватну снагу и брзину, а прати га и глас да ниједна ситуација на терену за њега није нерешива. Његов бостонски тим, Ребелси, у озбиљној је конкуренцији да освоји шампионску титулу ове године.
Због професионалног успеха, који доноси славу и новац, приватан живот му је препун журки, жена и забаве. Међутим, све ће се променити преко ноћи када на кућном прагу пронађе своју осмогодишњу ћерку, за коју није знао да постоји.
Његов живот постаје жонглирање са напорним тренинзима и љубавним састанцима са једне стране и причама за лаку ноћ и часовима балета с друге. Та збрка у коју се Џоов живот претворио постаће разлог његовог сазревања и спознаје да су у животу, као и у игри, потребни несебичност, стрпљење и тимски рад.

## Улоге
| Глумац            | Улога          |
| ----------------- | -------------- |
| Двејн Џонсон      | Џо Кингман     |
| Медисон Петис     | Пејтон Кели    |
| Розлин Санчез     | Моник Васкез   |
| Морис Честнат     | Травис Сандерс |
| Пејџ Турко        | Карен Кели     |
| Хејз Макартур     | Кајл Купер     |
| Брајан Џ. Вајт    | Џамал Вебер    |
| Џамал Даф         | Клеренс Монро  |
| Лорен Сторм       | Синди          |
| Гордон Клап       | Марк Медокс    |
| Кејт Наута        | Татјана        |
| Роберт Торти      | Сем Блејк      |
| Елизабет Чејмберс | Кетрин         |